# Treball no declarat
Treball no declarat, treball negre o treball submergit és un tipus d'ocupació il·legal. El contracte de treball es realitza sense seguretat social i sense haver de pagar els costos dels impostos sobre la renda, convertint-se en treball no declarat a l'estat. El treball no declarat forma part de l'economia informal o l'anomenada "economia submergida".

## Exemples estatunidencs
American Apparel va ser condemnada per tindre treballadors que van treballar sense declarar. Uns 1800 dels empleats d'American Apparel eren immigrants il·legals que no estaven autoritzats a treballar en els Estats Units. Cap agent federal va irrompre en la fàbrica de la companyia exigint als empleats de ser deportats, sinó que es va manar una notificació per escrit que afirmava que American Apparel s'enfrontava a multes civils i havia d'acomiadar a tots els treballadors que no estaven autoritzats d'estar als EUA. El govern d'Obama està exercint una nova estratègia per frenar l'ocupació d'immigrants il·legals, centrant-se en les empreses que els contracten en primer lloc. Concentrant-se en les empreses que donen faena a gran nombre de treballadors il·legals, el nombre d'immigrants il·legals que treballen als EUA hauria de reduir-se dràsticament. Ho estan fent ara d'una manera menys conflictiva del que s'ha fet en els darrers anys.